# Мемориальная библиотека Стерлинга
Мемориальная библиотека Стерлинга (англ. Sterling Memorial Library) — крупнейшая библиотека библиотечной системы Йельского университета, содержит более 4 млн томов по гуманитарным и общественным наукам.

## Джон Уильям Стерлинг
Библиотека названа в честь Джона Уильяма Стерлинга (1844—1918) — нью-йоркского юриста, выпускника Йеля 1864 года, одного из крупнейших жертвователей Йельского университета.
По завещанию Уильяма Стерлинга все деньги, полученные от продажи его недвижимости, были переданы Йельскому университету для строительства «по крайне мере одного прочного, полезного и архитектурно красивого здания, в котором будет воплощена его любовь к своей альма-матер» и создания именной профессуры в университете. В результате университет получил около 18 млн долларов (эквивалент на 2011 год более 200 млн долларов). На эти средства в Йельском университете были построены несколько зданий (в том числе, здание Мемориальной библиотеки Стерлинга) и учреждена многочисленная именная профессура (27 постоянно существующих профессорских должностей).

## Здание
Здание первоначально проектировалось архитектор Бертрамом Гудхью, а после его смерти в 1924 году — Джеймсом Роджерсом. Здание библиотеки выполнено в образе готического собора. Стеклянные витражи выполнены художником Оуэном Бонавета. Строительные работы завершились в 1931 году. Библиотека имеет 8 этажей и 15 уровней (со своей категорией книг). Рельеф над главным входом в библиотеку символизирует научные достижения древних цивилизаций. Это работа скульптора-архитектора Рене Поля Шамбеллана, который реализовал проект Ли Лори. На барельефах изображены кроманьонские, египетские, ассирийские, еврейские, арабские, греческие, майяские и китайские учёные, а также надписи из основных трудов каждой письменности. В центре изображен средневековый учёный, а прямо над дверями расположены символические изображения основных цивилизаций, включая финикийский корабль, вавилонский ламассу и капитолийскую волчицу Рима.
Для беспрепятственной видимости библиотеки с улицы (Колледж-стрит) подвергся реконструкции Беркли-колледж Йельского университета, в результате чего территория колледжа была сокращена и разделена на две части.
В 1971 году между Мемориальной библиотекой Стерлинга и библиотекой Басс был проложен подземный туннель.